# Pardusco d'O'Neill
Genre
Espèce
Statut de conservation UICN

 LC  : Préoccupation mineure
Le Pardusco d'O'Neill (Nephelornis oneilli), aussi appelé Tangara d'O'Neill, est une espèce de passereaux appartenant à la famille des Thraupidae. C'est la seule espèce du genre Nephelornis.

## Habitat et répartition
Il est endémique à la limite de la zone de forêt dans les Andes du centre du Pérou.

## Description
Ce petit oiseau présente un plumage brun-olive.

## Comportement
Cet oiseau vit généralement en groupes, qui se joignent parfois à des groupes plurispécifiques.

### Nephelornis
- (en) Congrès ornithologique international : Nephelornis dans l'ordre Passeriformes
- (en) Zoonomen Nomenclature Resource (Alan P. Peterson) : Nephelornis  dans Thraupidae
- (en) UICN : espèce Nephelornis oneilli
- (en) Animal Diversity Web : Nephelornis
- (en) NCBI : Nephelornis (taxons inclus)

### Nephelornis oneilli
- (fr) Oiseaux.net : Nephelornis oneilli (+ répartition)
- (en) Congrès ornithologique international : Nephelornis oneilli dans l'ordre Passeriformes
- (en) Zoonomen Nomenclature Resource (Alan P. Peterson) : Nephelornis oneilli  dans Thraupidae
- (fr + en)  Avibase : Nephelornis oneilli (+ répartition)
- (en) Animal Diversity Web : Nephelornis oneilli
- (en) NCBI : Nephelornis oneilli (taxons inclus)
- (fr) eBird : Nephelornis oneilli